# 稲置
稲置 (いなぎ)は、
1. 律令制や大化の改新以前の古代の日本にあったとされる地方行政単位、県 (こおり) を治める首長。
2. 684年 (天武天皇13年) に制定された八色の姓の制度で定められた姓 (かばね)で最下位の姓。実際には一度たりとも賜姓・運用されなかったとされる。（「闘鶏国造」・「蒲生稲置」の項目を参照。）。

ここでは1.について詳述しつつ、2．についても触れる。

## 概要
「稲置」の内実については、
1. 屯田（みた）・屯倉（みやけ）に代表される皇室領の管理者ないしは徴税官の官職名。
2. 国の下級地方組織の県(あがた)あるいは評(こおり)の長の官職名。

上記2説に分かれているが、皇室の家政機関である内廷と関係の深いものであったことは間違いない。その分布は畿内とその周辺に限られ、その支配領域は律令制下の郷程度の規模である。
後述するように、『隋書』東夷伝・倭国には「軍尼（くに）一百二十人有り、猶ほ中国の牧宰の如し。八十戸に一伊尼翼を置く。今の里長の如きなり。十伊尼翼は一軍尼に属す」とあり、この「伊尼翼（冀）」（いなき）は「稲置」のことだと言われている。
『日本書紀』巻第二十五の「元より国造・伴造・県稲置に非ずして」という箇所では、「こおりのいなき」と読む。
闘鶏稲置のように、姓として用いられているのと同時に、「稲置代首・因支首」ともあり、氏の名前ともなっており、地方社会において豪族に与えられた官名が世襲されている。

## 考証
『日本書紀』巻第七には、景行天皇が「諸国（くにぐに）に令（のりごと）して、田部屯倉を興（た）つ」とある。 
同じ『書紀』巻第七には、成務天皇が「諸国（くにぐに）に令（のりごと）して、国郡に造長（みやつこおさ）を立て、県邑（あがたむら）に稲置を置（た）つ」 とある。
中田薫は、県主を朝廷の直轄領の長とする説を踏まえて、『隋書』の「伊尼翼（冀）」を「いなき」と読み、上述の大化元年8月の東国国司への詔の「県稲置」に注目し、大化までには国 - 県という地方行政制度が確立しており、この「県」は「こほり」と読んで、「あがた」と区別すべきだと主張した。
井上光貞はこれを踏まえて、遅くとも7世紀初頭には国－県からなる行政組織が成立していたが、地域による不均衡さがあり、小国が「県」がない状態で「国」になっていたのではないか、その上で「稲置」を「県主」の姓とみると中田説は妥当だとした。
上田正昭は隋書の記録は誇張の多い文章であり、国県制を否定し、県が畿内を中心に中国地方・四国地方に多く、東国経営以前の様相であることから、「県」の存在は3世紀後半から5世紀にかけての大和朝廷の国家権力の拡大の過程を反映したものであり、5世紀から6世紀にかけて国造が設置されると、「県」は意味を失ったと主張している。
大化の改新後は実質的な意味を失い、天武天皇13年10月（天武天皇13年（684年））に八色の姓が制定され、その中で「稲置」は第八位の姓として位置づけられた。